# Raptawicka Grań

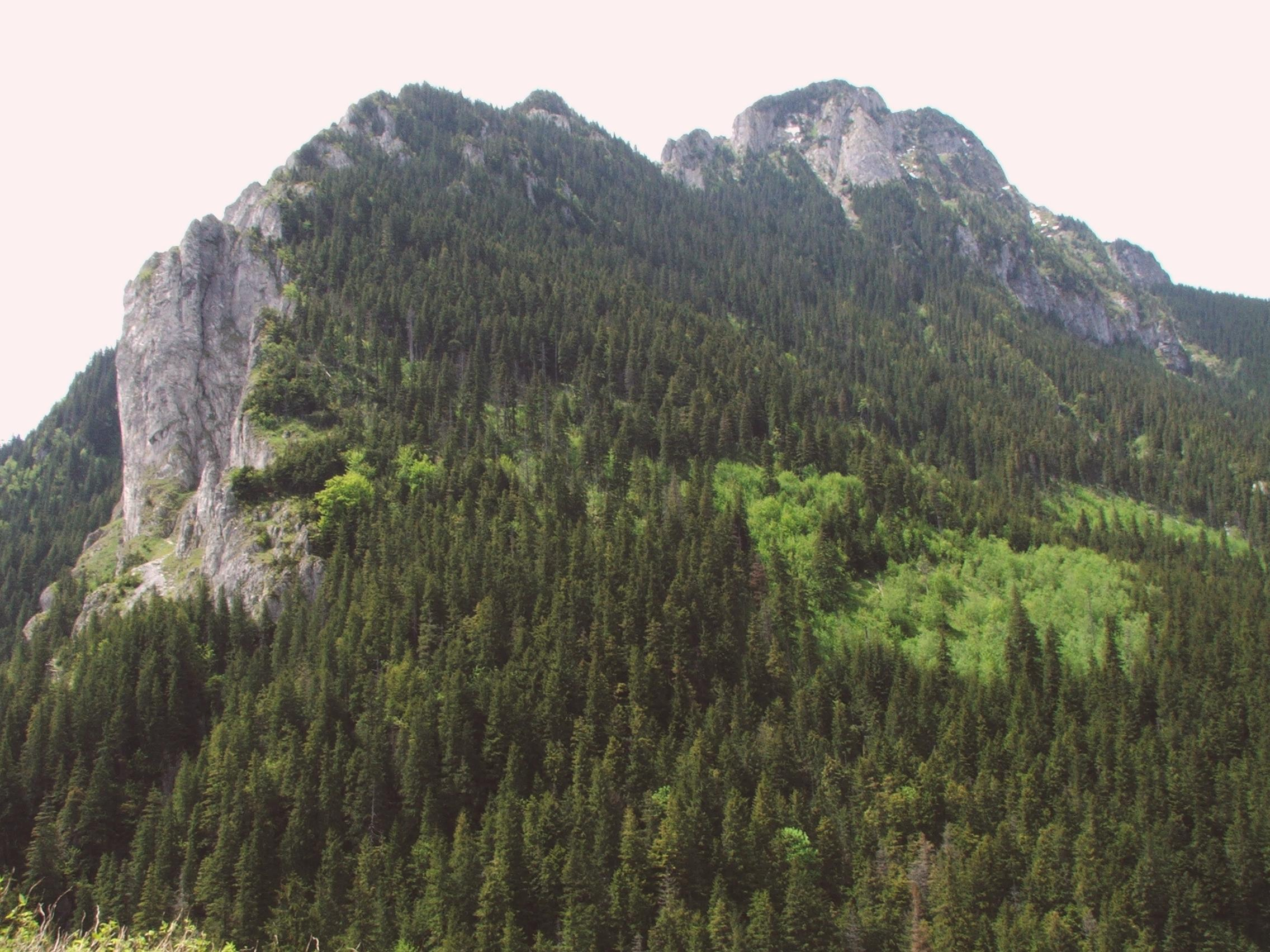
Raptawicka Grań od północnej strony

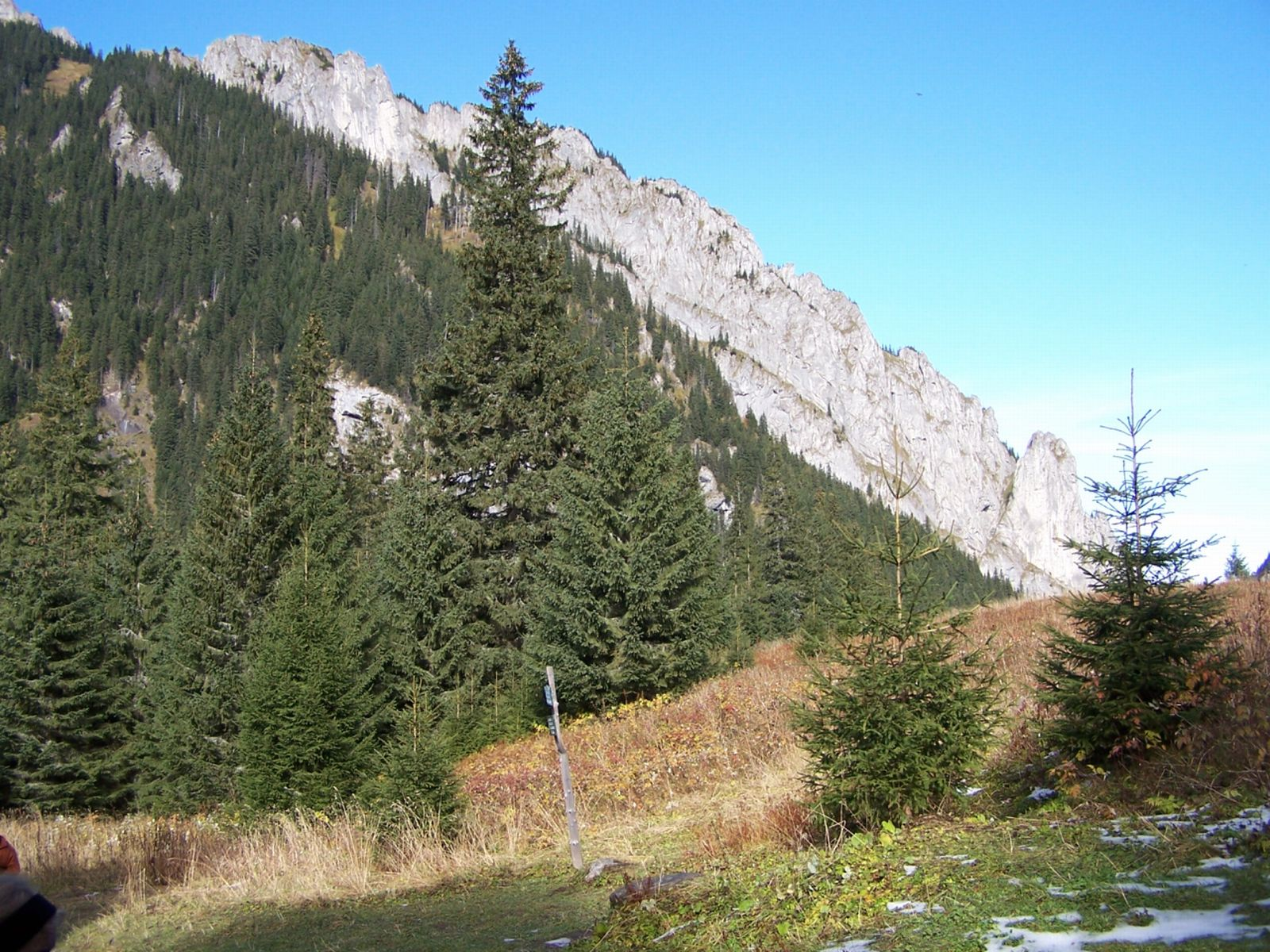
Raptawicka Grań od strony południowej

Raptawicka Grań – zbudowana z wapieni i dolomitów grań w Tatrach Zachodnich odbiegająca w północno-wschodnim kierunku od masywu Kominiarskiego Wierchu i oddzielająca żleb Żeleźniak od Doliny Smytniej. Od Żeleźniakowego Wierchu oddzielona jest położoną na wysokości ok. 1515 m przełęczą Raptawickie Siodło.
Opadające do Doliny Smytniej południowe zbocza Raptawickiej Grani tworzą bardzo strome ściany, tzw. Raptawicki Mur. Od wschodniej strony grań kończy się stromym urwiskiem Raptawickiej Turni opadającym do Doliny Kościeliskiej.
W Raptawickiej Grani znajdują się liczne jaskinie oraz drogi wspinaczkowe.